# Stenocereus
Stenocereus és un gènere de cactus columnars com arbres natius de la Península de Baixa Califòrnia i altres parts de Mèxic, Arizona en els EUA, Costa Rica, i Veneçuela. Aquest gènere de 23 espècies s'ha ampliat per l'addicció d'espècies d'altres gèneres.
Les flors neixen a prop de l'àpex de les tiges i la majoria són nocturnes. Són considerades fàcils de conrear encara que de creixement lent.
Stenocereus thurberi és molt coneguda i extensament distribuïda per Arizona i nord de Mèxic.

## Taxonomia
- Stenocereus alamosensis
- Stenocereus aragonii
- Stenocereus beneckei
- Stenocereus eruca
- Stenocereus griseus
- Stenocereus gummosus
- Stenocereus hollianus
- Stenocereus montanus
- Stenocereus pruinosus
- Stenocereus queretaroensis
- Stenocereus stellatus
- Stenocereus thurberi